# Jacarezinho (tiểu vùng)
Jacarezinho là một tiểu vùng thuộc bang Paraná, Brasil. Tiều vùng này có diện tích 2760 km², dân số năm 2007 là 119543 người.